# Tachiniscidae
Famille
Synonymes
- sous-famille Ortalotrypetinae Korneyev, 1994[1]
- sous-famille Tachiniscinae Handlirsch, 1925 (préféré par BioLib)[1]

Les Tachiniscidae sont une famille de diptères.

## Liste des genres et tribus
Selon BioLib (5 juin 2019) :
- tribu Ortalotrypetini Ito, 1983
  - genre Cyaforma Wang, 1989
  - genre Ischyropteron Bigot, 1889
  - genre Neortalotrypeta Norrbom, 1994
  - genre Ortalotrypeta Hendel, 1927
  - genre Protortalotypeta Norrbom, 1994
- tribu Tachiniscini
  - genre Aliasutra Korneyev, 2012
  - genre Bibundia Bischof, 1903
  - genre Tachinisca Kertész, 1903
  - genre Tachiniscidia Malloch, 1931